# Serra dels Hespitalets
La Serra dels Hespitalets és una serra situada entre els municipis d'Alpens i de Lluçà a la comarca del Lluçanès, amb una elevació màxima de 856 metres.